# Sean Marquette
Sean Anthony Edward Rodríguez (30 de junio de 1988, Dallas, Texas), más conocido como Sean Marquette, es un actor estadounidense.

## Biografía
Marquette nació en Dallas, Texas, de ascendencia cubana por parte de su padre. Es hijo de Patricia Helen y Jorge Luis Rodríguez, un ingeniero nuclear. Es el más joven de tres hermanos, los cuales están dentro de la industria del entretenimiento. Hizo su debut en la televisión en All My Children, en el papel de Jamie Martin. Es hermano de Chris Marquette.

## Filmografía

### Cine
| Año  | Película                                                     | Rol                     | Notas                                         |
| ---- | ------------------------------------------------------------ | ----------------------- | --------------------------------------------- |
| 2002 | National Lampoon's Van Wilder                                | niño                    |                                               |
| 2004 | 13 Going on 30                                               | Matt Flamhaff joven     |                                               |
| 2004 | Surviving Christmas                                          | Hermano mayor           |                                               |
| 2005 | The Toy Warrior                                              | Voz adicional           |                                               |
| 2006 | Grilled                                                      | Jeremy Goldbluth        | Directo a DVD                                 |
| 2007 | Remember the Daze                                            | Mod                     | Film formerly known as The Beautiful Ordinary |
| 2008 | Foster's Home for Imaginary Friends: Destination Imagination | Mac (voz)               | Película para televisión                      |
| 2009 | The First Time                                               | Nick                    |                                               |
| 2010 | High School                                                  | Travis Breaux           |                                               |
| 2012 | I Brake for Gringos                                          | Blake                   |                                               |
| 2014 | Field of Lost Shoes                                          | Benjamin "Duck" Colonna |                                               |
| 2016 | Friend Request                                               | Gustavo                 | [ 6 ]                                         |

### Televisión
| Año          | Serie                               | Rol | Notas                                                                 |
| ------------ | ----------------------------------- | --- | --------------------------------------------------------------------- |
| 1995–1998    | All My Children                     | James Martin | 16 episodios                                                          |
| 1999         | Snowden's Christmas                 | voz adicional |                                                                       |
| 2000–2002    | Titus                               | joven Tommy | 7 episodios                                                           |
| 2001         | Batman Beyond                       | Miguel Diaz (voz) | Episodio: "Unmasked"                                                  |
| 2002         | Lizzie McGuire                      | Adam Burton | Episode: "Dear Lizzie"                                                |
| 2002         | Help, I'm a Boy!                    | Freddie (voz) | English dub                                                           |
| 2003–2004    | Rocket Power                        | Sam "The Squid" Dullard (voz)                                                                                                | 6 episodios                                                           |
| 2003         | Full-Court Miracle                  | Big Ben Swartz |                                                                       |
| 2003         | Without a Trace                     | Nicholas Lovitt | Episodio: "Copycat"                                                   |
| 2003         | The Mummy                           | Amar (voz) | Episodio: "Time Before Time"                                          |
| 2003         | Stuart Little                       | Zack (voz) | Episodio: "Skateboard Dogz"                                           |
| 2003–2004    | Fillmore!                           | Timmy, Ham, Linwood (voz) | 3 episodios                                                           |
| 2003         | K10C: Kids' Ten Commandments        | Seth (voz) | [ 5 ]                                                                 |
| 2004         | Johnny Bravo                        | Jimmy (voz) | Episodio: "Gray Matters/Double Vision"                                |
| 2004         | Megas XLR                           | Little Tommy (voz) | Episodio: "DMV: Department of Megas Violations"                       |
| 2004–2009    | Foster's Home for Imaginary Friends | Mac, Spanish Kid, Tinted Glass Friend, Bad Boy, Socket Tubey's Creator, Preteen Boy, Frat Brother #1, various others (voces) | Rol principal                                                         |
| 2005         | NYPD Blue                           | Paul Corbelli | Episodio: "Seargeant Sipowicz' Lonely Hearts Club Band"               |
| 2006         | Four Eyes!                          | Rolland (voz) |                                                                       |
| 2006         | The 4400                            | Boyd Gelder | Episodios: "Being Tom Baldwin", "Terrible Swift Sword", "Fifty-Fifty" |
| 2006         | Standoff                            | Michael French | Episodio: "Peer Group"                                                |
| 2007         | Shorty McShorts' Shorts             | Shapiro (voz) | Episodio: "Troy Ride"                                                 |
| 2007         | Avatar: The Last Airbender          | Teen/Young Firelord Sozin (voz)                                                                                              | Episodio: "The Avatar and the Fire Lord"                              |
| 2007         | Monk                                | Ridley | Episodio: "Mr. Monk and the Buried Treasure"                          |
| 2008         | Still Standing                      | Chris | Episodio: "Still Fast"                                                |
| 2010         | Ghost Whisperer                     | Henry Alston | Episodio: "Blood Money"                                               |
| 2010         | In Plain Sight                      | Nicky McCabe, Porter | Episodio: "Father Gone West"                                          |
| 2013         | NCIS                                | Petty Officer Third Class Evan Lowry                                                                                         | Episodio: "Double Blind"                                              |
| 2014         | Bones                               | Emory Stewart | Episodio: "The Puzzler In the Pit"                                    |
| 2015–present | The Goldbergs                       | Johnny Atkins | Elenco recurrente                                                     |
| 2019–2020    | Schooled                            | Johnny Atkins | Elenco recurrente                                                     |

### Video juegos
| Año  | Vídeo juego                     | Rol                       | Notas |
| ---- | ------------------------------- | ------------------------- | --- |
| 2005 | Ultimate Spider-Man             | Peter Parker / Spider-Man | [ 5 ] |
| 2006 | Kingdom Hearts II               | Pence                     | [ 5 ] |
| 2006 | Spider-Man: Battle for New York | Peter Parker / Spider-Man | Reused voice grunts from the 2005 Ultimate Spider-Man game in the Game Boy Advance version                                 |
| 2007 | Kingdom Hearts II Final Mix     | Pence                     | |
| 2007 | Spider-Man 3                    | Peter Parker / Spider-Man | Reused voice grunts from the games Ultimate Spider-Man and Spider-Man: Battle for New York in the Game Boy Advance version |
| 2009 | FusionFall                      | Mac                       | |
| 2014 | Kingdom Hearts HD 2.5 Remix     | Pence                     | Material de archivo |